# Β-Catenin
β-Catenin ist ein an Zellkontakten beteiligtes Strukturprotein und beeinflusst die Transkription. Es spielt eine Rolle bei Adhärenskontakten zwischen Zellen, indem es eine Verbindung zwischen α-Catenin und dem Cadherin-Komplex eingeht, was letztendlich zur Verbindung der Aktinfilamente mit den Cadherinen führt. Tatsächlich scheint diese Verbindung zum α-Catenin jedoch keineswegs starr, sondern sehr dynamisch zu sein, wie man 2005 herausgefunden hat.
β-Catenin ist homolog zu Plakoglobin.